# Rémy Bricka

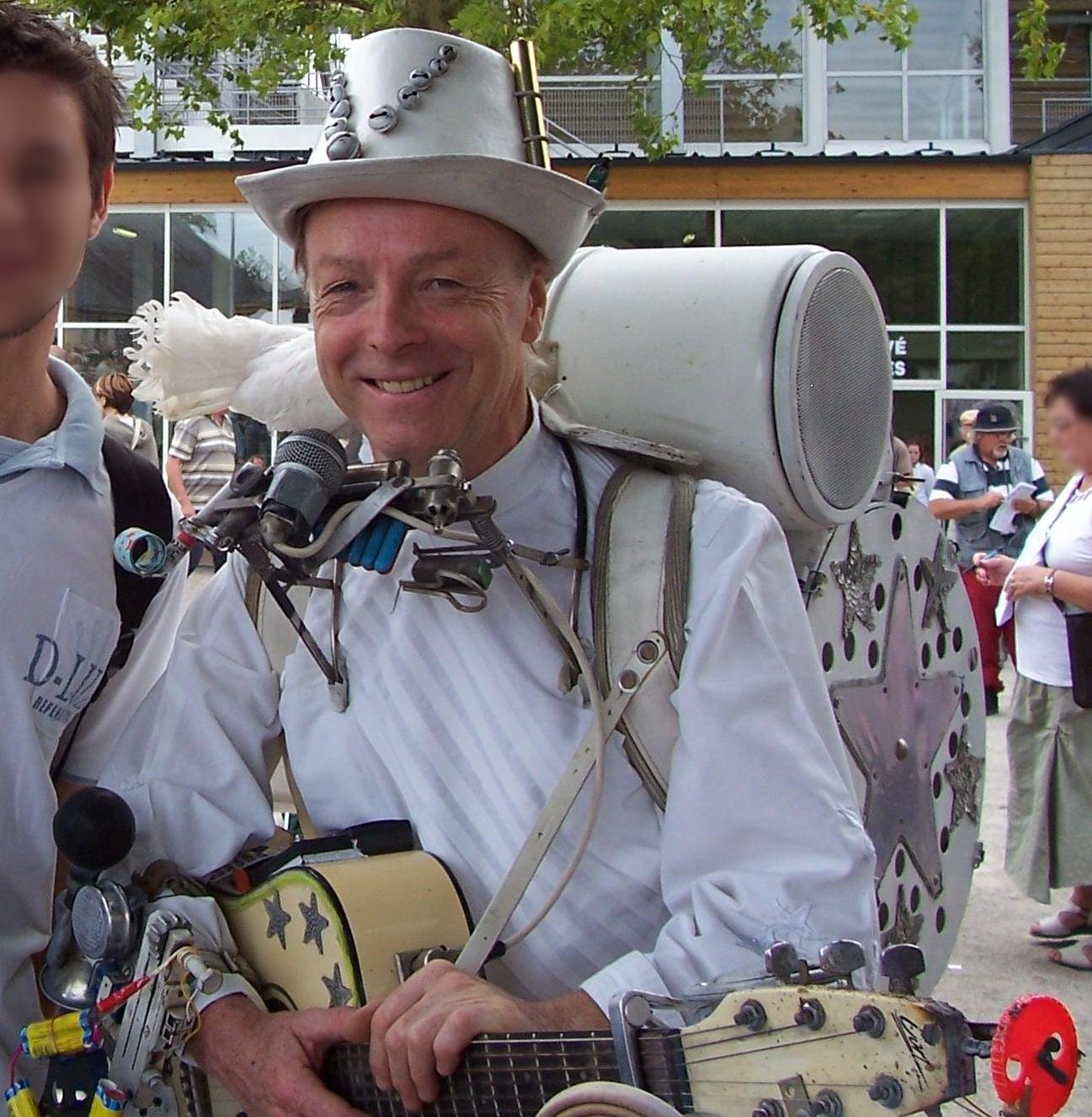
Rémy Bricka en su espectáculo en las carreras de caballos Craon <<Les 3 Glorieuses>> en 2006.

Rémy Bricka es un músico, hombre orquesta y un cantante francés originario de Alsace. Nació el 10 de abril de 1949 en Niederbronn-les-Bains (Bas-Rhin).
Su mayor éxito fue La Vie en couleurs. Del sencillo Elle dit bleu elle dit rose se vendieron 250 000 ejemplares.
Además de versiones francesas, publicó versiones alemanas de Petite fille du roi (Lakritz und Pfefferminz) y Chanter la vie (Freunde zu haben).
En mayo de 2008, Rémy Bricka reapareció con Julien Doré, en el sencillo de este último Les limites.

## Travesía
Atravesó el Océano Atlántico en sus balsa y dos ramos entre el 2 de abril de 1988 y el 31 de mayo del mismo año.
Intentó también atravesar el Océano Pacífico (entre Los Ángeles y Sídney) desde el 4 de abril de 2000 con los mismos medios. Fracasó, siendo recogido en el sur de Hawái el 25 de septiembre de 2000, tras 5 meses de travesía.
Un libro apareció en 1990 sobre su aventura: L’Homme qui marche sur l’eau. ("El hombre que anda en el agua")

## Discografía

### Single
- Tagada
- 1972: Pour un dollar pour un penny (Auteurs : Serge Prisset et Jim Larriaga)
- 1974: Le Pantin
- 1976: La Vie en couleurs (Auteurs : Guy Floriant et Nicolas Skorsky)
- 1977: Ah ! Quelle famille (Auteurs : Guy Floriant et Nicolas Skorsky)
- 1977: Elle dit bleu, elle dit rose (Auteurs : Guy Floriant et Nicolas Skorsky)
- 1977: Petite fille du roi (Auteur : Rémy Bricka)
- 1977: Ta Maison dans les fleurs (La souris verte)
- 1978: Chantons Noël
- 1979: Le Bon Dieu m’a dit
- 1979: Ok ! Pour un chien !
- 1985: Chanter la vie (Auteurs : Philippe David Lisa-Sylvie Bellec)
- 1999: Marcher sur l’eau (Auteurs : Philippe Laumont et Nicolas Skorsky)

### Álbum

#### La Vie en couleurs
- La Vie en couleur
- Pas de problème
- Marcher sur l’eau
- Ta Maison dans les fleurs (La Souris verte)
- Le Bonheur n’est jamais loin
- Marylène
- Ma Petite Sirène
- Le Temps passe si vite
- Elle dit bleu, elle dit rose
- Libera
- Ah ! Quelle famille

"Libera" y "marcher sur l'eau" no forman parte del álbum original "La vie en couleurs", publicado en 1978. Lo sustituyeron por "si aujourd'hui tu m'abandonnes" y "chanson pour un bagarre" tras una reedicón del álbum en 2000 o 2002.

#### Marcher sur l'eau
Publicado el 30 de octubre del 2000
- Marcher sur l’eau
- Pas de problème
- La Vie en couleur
- Ta Maison dans les fleurs (La Souris verte)
- Ma Petite Sirène
- Marylène
- Le Bonheur n’est jamais loin
- Le Temps passe si vite
- Elle dit bleu, elle dit rose
- Libera
- Ah ! Quelle famille
- Marcher sur l’eau (versión instrumental)